# Ninetis toliara
Ninetis toliara är en spindelart som beskrevs av Huber och El-Hennawy 2007. Ninetis toliara ingår i släktet Ninetis och familjen dallerspindlar.
Artens utbredningsområde är Madagaskar. Inga underarter finns listade i Catalogue of Life.